# Nainwa
Nainwa (o Naenwa) è una suddivisione dell'India, classificata come municipality, di 15.172 abitanti, situata nel distretto di Bundi, nello stato federato del Rajasthan. In base al numero di abitanti la città rientra nella classe IV (da 10.000 a 19.999 persone).

## Geografia fisica
La città è situata a 25° 46' 0 N e 75° 50' 60 E e ha un'altitudine di 290 m s.l.m..

## Società

### Evoluzione demografica
Al censimento del 2001 la popolazione di Nainwa assommava a 15.172 persone, delle quali 7.944 maschi e 7.228 femmine. I bambini di età inferiore o uguale ai sei anni assommavano a 2.443, dei quali 1.313 maschi e 1.130 femmine. Infine, coloro che erano in grado di saper almeno leggere e scrivere erano 9.180, dei quali 5.733 maschi e 3.447 femmine.